# Geistiges Eigentum (Zeitschrift)
Geistiges Eigentum war eine juristische Fachzeitschrift, die von 1935 bis 1940 bestand. Sie trug die weitere Bezeichnung Internationale Zeitschrift für Theorie und Praxis des Urheberrechts und seiner Nebengebiete.

## Geschichte und Inhalte
Die Zeitschrift erschien erstmals 1935 im Verlag für Recht und Gesellschaft AG in Zürich und war federführend von Paul Dienstag gegründet worden, nachdem dieser aufgrund seiner jüdischen Herkunft in Deutschland als Schriftleiter des Archiv für Urheber-, Film- und Theaterrecht (UFITA) entlassen worden war. Viele ständige Mitarbeiter der Zeitschrift waren ebenfalls deutsche Rechtswissenschaftler jüdischer Herkunft. Als Herausgeber fungierten zunächst Hans Leemann und Paul Dienstag, ab Heft 3 des zweiten Bandes trat der niederländische Professor Pieter Sjoerds Gerbrandy an Leemanns Stelle. Zuständig für die Entgegennahme von Beiträgen aus den USA war ab Juni/Juli 1937 der dorthin emigrierte Leipziger Jurist Rudolf M. Littauer. Die international zusammengesetzte Mitarbeiterschaft der Zeitschrift – die Mitarbeiter waren in den jeweiligen Ländern z. T. prominente Vertreter ihres Fachs – zeigt, dass der Bereich der Rechte des Geistigen Eigentums nach der Internationalisierung der Schutzrechte in der zweiten Hälfte des 19. Jahrhunderts längst ein grenzübergreifendes Arbeitsgebiet war. Im Jahr 1937 wechselte man zum Verlag A. W. Sijthoff’s Uitgeversmaatschappij N. V., Leiden (Niederlande) und benannte die Zeitschrift 1938 ab dem zweiten Heft bei fortlaufender Jahrgangszählung in „Copyright“ um.
Die Zeitschrift erschien etwa zweimonatlich und wollte sich für die Fortentwicklung des Schutzes für Werke aus geistigem oder künstlerischem Schaffen einsetzen, wobei „vor allem auch die Interessen der Allgemeinheit“ berücksichtigt werden sollten. Die Abhandlungen in der Zeitschrift beschäftigten sich im Schwerpunkt mit Fragen des Urheberrechts, aber auch Beiträge und Notizen zum Patent-, Marken- und Wettbewerbsrecht fanden sich. Berichte zur aktuellen Rechtsprechung und Buchbesprechungen aus allen Bereichen des geistigen Eigentums rundeten die Zeitschrift ab. Immer wieder beschäftigten sich Beiträge mit den Auswirkungen der nationalsozialistischen Politik auf die Kulturwirtschaft und das Urheberrecht in Deutschland.
Die Zeitschrift war international ausgerichtet: Jedem längeren Artikel folgte eine Zusammenfassung auf Deutsch, Englisch und Französisch, sofern der Beitrag nicht in einer dieser Sprachen verfasst war. Der Rechtsprechungsteil trug Entscheidungen aus der ganzen Welt zusammen, geordnet nach Ländern der Berner Konvention und Nichtkonventionsstaaten. Der deutsche Einmarsch in die Niederlande 1940 beendete das Zeitschriftenprojekt.

## Zitierweise
Aufgrund der geringen Verbreitung hat sich für die Zeitschrift keine Abkürzung etabliert. Bei den relativ seltenen Zitaten werden regelmäßig folgende Kurzformen verwendet:
- Littauer, Geistiges Eigentum 3 (1937/1938), 217 ff. verweist auf den Beitrag von Rudolf M. Littauer zum Thema The Present Legal Status of Artists, Recorders and Broadcasters in America, veröffentlicht im 3. Jahrgang der Zeitschrift (1937/1938) ab S. 217.

- Hess, Copyright 4 (1938/1939), 183 ff. verweist hingegen auf den Beitrag von Gabriel L. Hess zum Thema Copyrightability of Acoustic Works in the United States, veröffentlicht im 4. Jahrgang der Zeitschrift (1938/1939) nach der Umbenennung ab S. 183.